# إيليا بونوماريف
ايليا بونوماريف (الروسية: Пономарёв, Илья Владимирович) (و. 1975 – م) هو سياسي، وفيزيائي، ورائد أعمال من روسيا . ولد في موسكو .تولى منصب عضو مجلس الدوما (منذ 30 نوفمبر 2007) .
وهو عضواً في روسيا عادلة (2007–2013)، والحزب الشيوعي لروسيا الاتحادية (2002–2007) .

## التعليم
تعلم في جامعة موسكو الحكومية، والكلية الروسية الحكومية للعلوم الاجتماعية

## مناصب وهيئات
أدار شلمبرجير.